# Lijst van Venetianen
Dit is een chronologische lijst van Venetianen. Het betreft personen die in de Italiaanse stad Venetië werden geboren. Er is een aparte lijst van doges van Venetië en lijst van patriarchen van Venetië.

## Geboren in Venetië

### Voor 1400

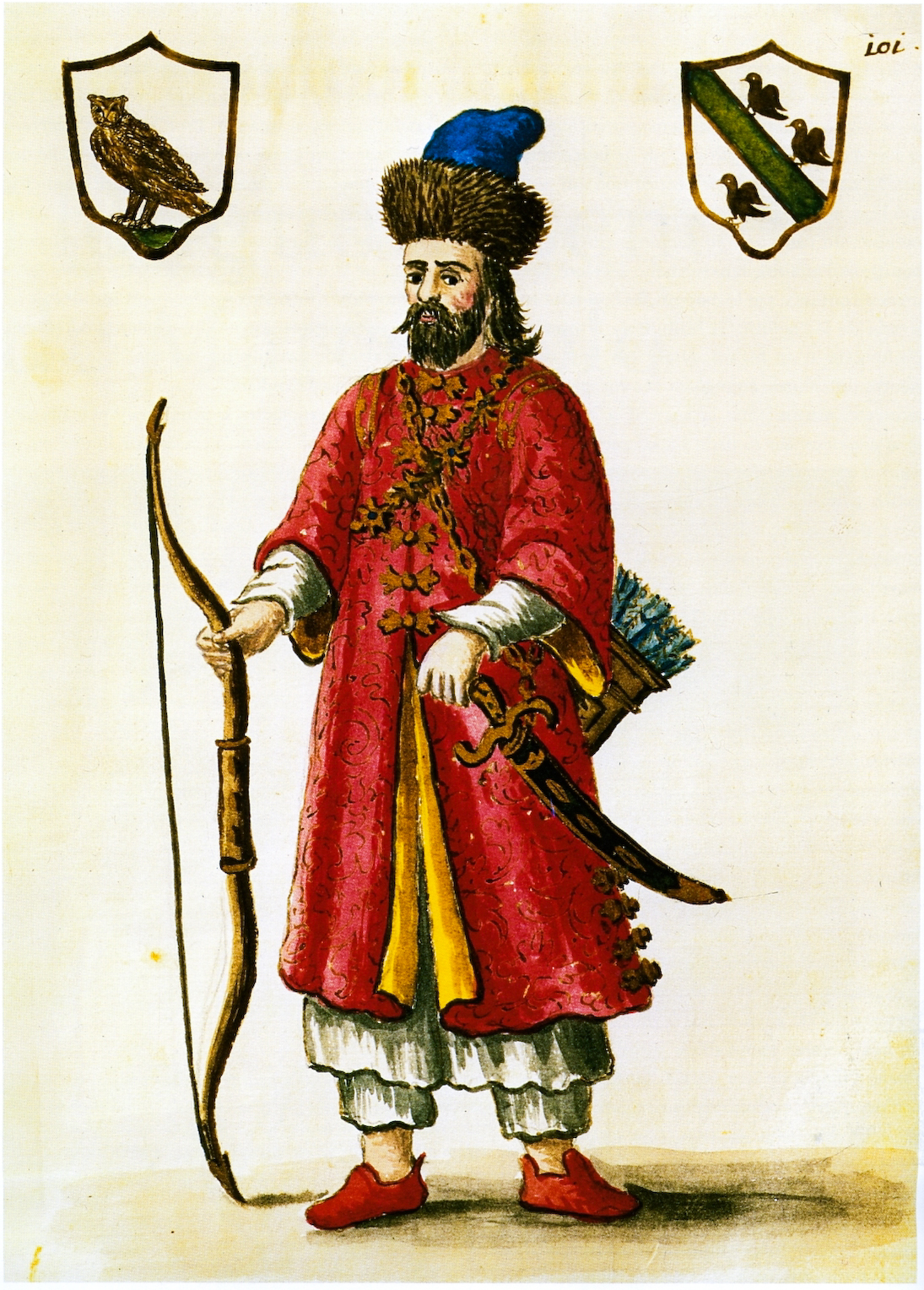
Ontdekkingsreiziger Marco Polo (1254-1324)

- Felicia Malipiero (10e eeuw), dogaressa en benedictines
- Marco Polo (1254-1324), ontdekkingsreiziger (dit is niet zeker: er wordt aangenomen dat hij ook op het eiland Korčula, tegenwoordig behorende tot Kroatië, in de Adriatische Zee kan zijn geboren)
- Paus Gregorius XII (ca. 1325-1417), kerkvorst
- Carlo Zen (1334-1418), admiraal
- Paus Eugenius IV (1383-1447), geboren als Gabriele Condulmer
- Francesco Condulmer (1390-1453), kardinaal-nepoot van Eugenius IV
- Pietro Donà (circa 1390-1447), aartsbisschop van Kreta, van Castello en van Padua

### 1400–1499

Kunstschilder Titiaan (1487-1576)

- Paus Paulus II (1417-1471), geboren als Pietro Barbo
- Gentile Bellini (ca. 1429-1507), kunstschilder
- Giovanni Bellini (1430-1516), kunstschilder
- Alvise da Cadamosto (1432-1488), koopvaarder en ontdekkingsreiziger
- Carlo Crivelli (ca. 1432), kunstschilder en ontvoerder
- Pietro Barozzi (1441-1507), bisschop van Belluno en van Padua
- Hermolaus Barbarus (1454-1493), scholasticus, dichter en humanist
- Vittore Carpaccio (1455-1525 of 1526), kunstschilder
- Domenico Grimani (1461-1523), kardinaal
- Cassandra Fedele (1465-1558), humanistisch geleerde
- Marino Sanuto de Jongere (1466-1536), historicus
- Marco Basaiti (ca. 1470-1530), kunstschilder
- Sebastian Cabot (ca. 1476-1557), Venetiaans-Engels ontdekkingsreiziger
- Lorenzo Lotto (ca. 1480-1556), kunstschilder
- Sebastiano del Piombo (1485-1547), schilder
- Marino Grimani (1488 of 1489-1546), kardinaal, tweemaal patriarch van Aquileia en pauselijk legaat
- Marco Grimani (1494-1544), patriarch-elect van Aquileia, admiraal en pauselijk legaat

### 1500–1599

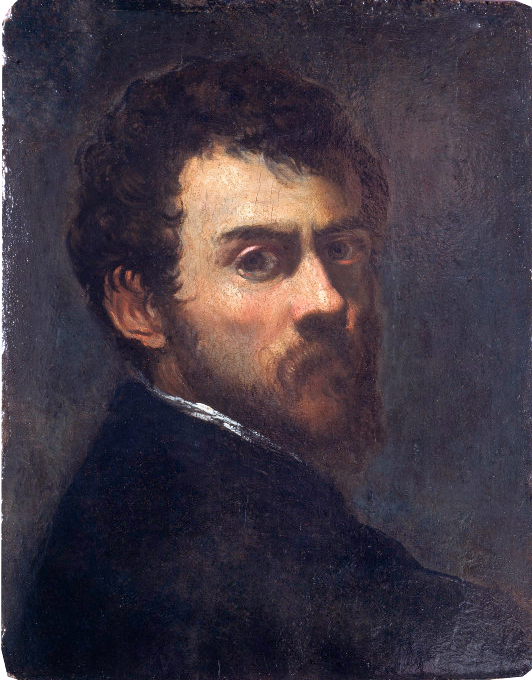
Kunstschilder Tintoretto (1518-1594)

- Gasparo Balbi (16e eeuw), juwelier, handelaar en reiziger
- Pietro Lippomano (1504-1548), bisschop van Bergamo en van Verona
- Bernardo Navagero (1507-1565), burgemeester en diplomaat in de republiek Venetië, alsook kardinaal en pauselijk diplomaat
- Tintoretto (1518-1594), kunstschilder
- Marcantonio Bragadin (1523-1571), de laatste kapitein-generaal van het Venetiaanse Cyprus
- Giambattista Benedetti (1530-1590), wiskundige
- Paolo Sarpi (1552-1623), geleerde, natuurfilosoof, politiek denker, patriot, geschiedschrijver en de officiële theoloog van de republiek Venetië
- Pietro Valier (1574-1629), kardinaal, aartsbisschop en abt
- Alvise Leonardo Mocenigo (1583-1654), senator en admiraal
- Giulio Strozzi (1583-1652), dichter
- Baldassare Longhena (1596/97-1682), architect
- Luca Stella (eind 16e eeuw - 1641), aartsbisschop

### 1600–1699

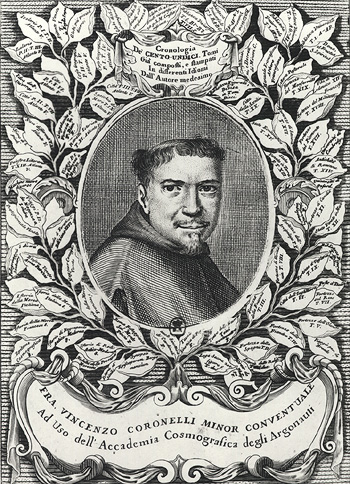
Cartograaf Vincenzo Coronelli (1650-1718)

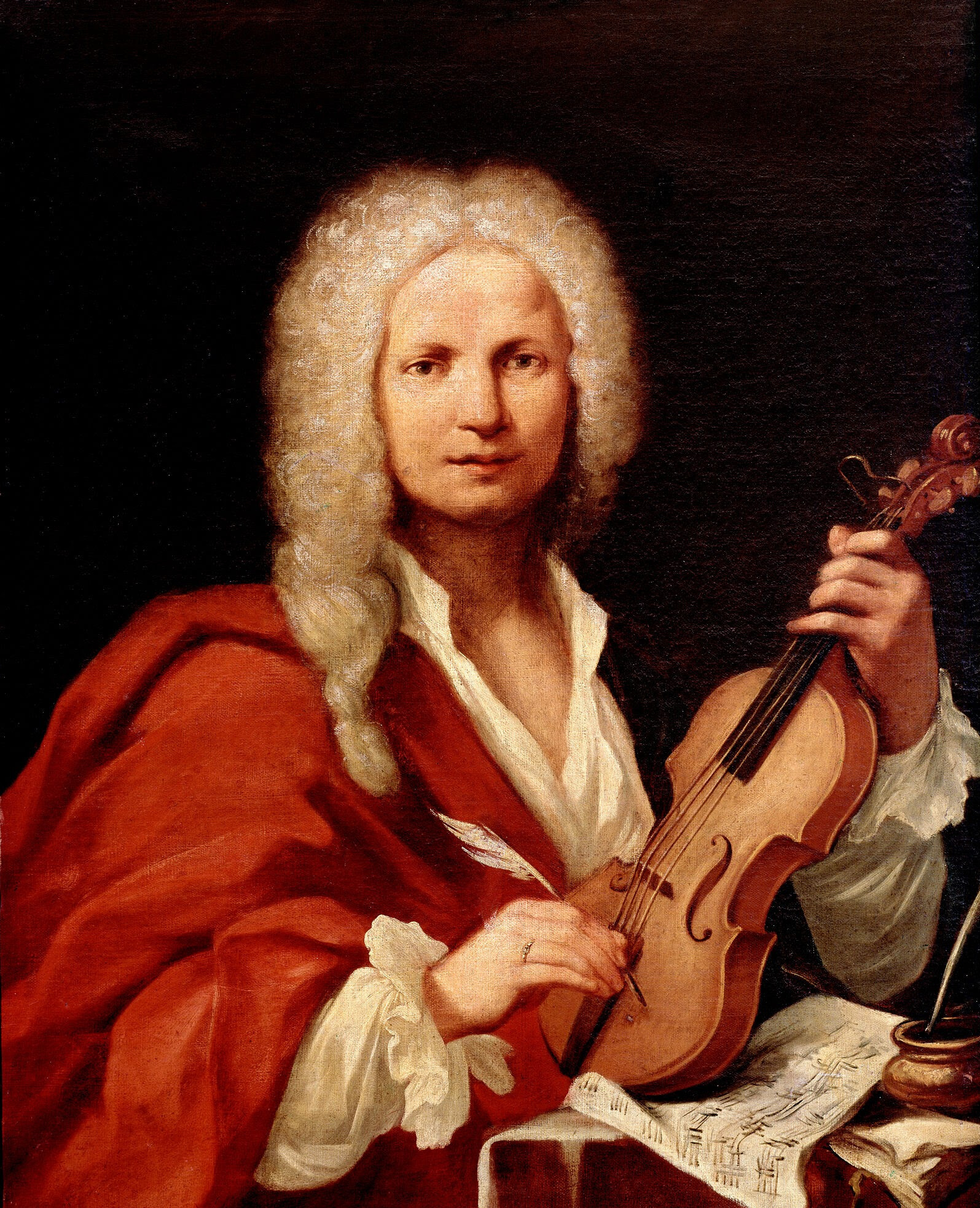
Componist en violist Antonio Vivaldi (1678-1741)

- Paus Alexander VIII (1610-1691), geboren als Pietro Vito Ottoboni
- Vettor Grimani Calergi (1610-1655), abt en crimineel
- Elisabetta Querini (1628-1709), dogaressa van Venetië
- Isabella Piccini (1644-1734), graveur
- Elena Cornaro Piscopia (1646-1684), wetenschapper
- Gianalberto Badoaro (1649-1714), kardinaal-patriarch
- Vincenzo Coronelli (1650-1718), monnik, kosmograaf, cartograaf en uitgever
- Giovanni Bonazza (1654-1736), beeldhouwer
- Giorgio Corner (1658-1722), kardinaal-aartsbisschop van Padua
- Gianfrancesco Barbarigo (1658-1730), kardinaal
- Andrea Pisani (1662-1718), admiraal
- Antonio Caldara (1670-1736), componist
- Tomaso Albinoni (1671-1751), componist
- Jacopo Riccati (1676-1754), wiskundige
- Antonio Vivaldi (1678-1741), componist
- Sante Veronese (1684-1767), bisschop van Padua en kardinaal
- Benedetto Marcello (1686-1739), jurist, diplomaat, schrijver, dichter en componist
- Giambattista Pittoni (1687-1767), kunstschilder
- Paus Clemens XIII (1693-1769), geboren als Carlo della Torre Rezzonico
- Giambattista Tiepolo (1696-1770), kunstschilder
- Canaletto (1697-1768), kunstschilder

### 1700–1799

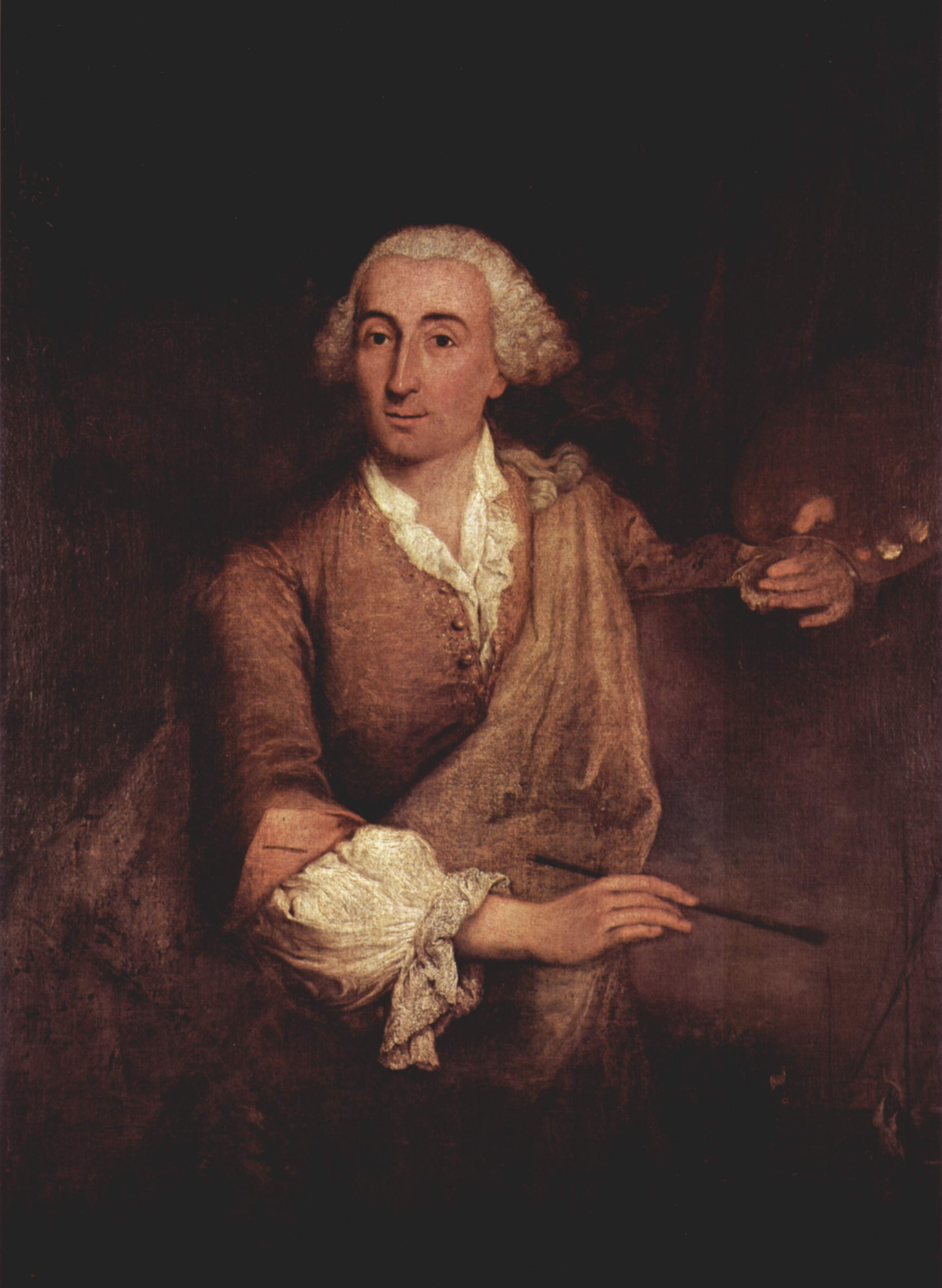
Kunstschilder Francesco Guardi (1712-1793)

- Antonio Marino Priuli (1700-1772), kardinaal, bisschop van Vicenza en van Padua
- Pietro Longhi (1702-1785), kunstschilder
- Domenico Alberti (1710-1740), zanger, klavecimbelspeler en componist
- Francesco Algarotti (1712-1764), romanschrijver, essayist en kunstkenner
- Francesco Guardi (1712-1793), kunstschilder
- Giovanni Morosini (1719-1789), bisschop van Chioggia en van Verona
- Giacomo Casanova (1725-1798), avonturier
- Stefano Domenico Sceriman (1729-1806), bisschop van Caorle en van Chioggia
- Giustiniana Wynne (circa 1737-1791), gravin en schrijfster
- Salvatore Dal Negro (1769-1839), priester, jurist, hoogleraar natuurkunde aan de universiteit van Padua
- Francesco Hayez (1791-1882), kunstschilder
- Francesco Zola (1795-1847), ingenieur en vader van Emile Zola
- Pasquale Revoltella (1795-1869), bankier en reder in Triëst
- Francesco Pezzi (1780-1831), journalist

### 1800–1899
- Pietro Zandomeneghi (1806-1866), docent beeldhouwkunst
- Serafino Rafaele Minich (1808-1883), wiskundige en rector magnificus van de universiteit van Padua
- Tito Vanzetti (1809-1888), chirurg en rector magnificus van de universiteit van Padua
- Attilio Bandiera (1810-1844), een van de gebroeders Bandiera
- Emilio Bandiera (1819-1844), de andere van de gebroeders Bandiera
- Luigi Dei Bei (1830-1905), magistraat en senator
- Giuseppe Giovanelli (1824-1886), prins, burgemeester en senator
- Nicolò Coccon (1826-1903), componist
- Luigi Luzzatti (1841-1927), politicus, econoom, journalist, senator
- Enrico Uziel (1842-1860), Roodhemd
- Vettor Giusti del Giardino (1855-1926), graaf, burgemeester van Padua, senator
- Guido Castelnuovo (1865-1962), wiskundige
- Guido Fubini (1879-1943), wiskundige
- Ercole Olgeni (1883-1947), roeier
- Roberto Assagioli (1888-1974), pionier van de transpersoonlijke psychologie en psychotherapie
- Giovanni Scatturin (1893-1951), roeier
- Giovanni Ponti (1896-1961), burgemeester-senator
- Enrico Turolla (1896-1985), hoogleraar klassieke talen
- Nicolao Colletti (2e helft 18e eeuw), priester-wiskundige

### 1900–1949
- Guido de Filip (1904-1978), roeier
- Bruno Rossi (1905-1993), Italiaans-Amerikaans astrofysicus
- Annunzio Paolo Mantovani (1905-1980), dirigent
- Anita Rho (1906-1980), vertaalster Duits-Italiaans
- Augusto Pettenò (1907-1981), verzetsstrijder in de Tweede Wereldoorlog
- Archimede Seguso (1909-1999), ondernemer-glaskunstenaar op het eiland Murano
- Luigi Nono (1924-1990), componist
- Cosimo Antonelli (1925-2014), waterpolospeler
- Renato De Sanzuane (1925-1986), waterpolospeler
- Lauretta Masiero (1927-2010), actrice
- Dominic DeNucci (1932-2021), worstelaar
- Andrea Frova (1936), hoogleraar
- Terence Hill (1939), acteur
- Susanna Mildonian (1940-2022), Armeens-Belgisch harpiste
- Lucio Russo (1944-2025), wis- en natuurkundige, filoloog en wetenschapshistoricus

### 1950–1999
- Mara Venier (1950), presentatrice
- Roberto Ravaglia (1957), autocoureur
- Carolina Morace (1964), voetbalster
- Enrico Bertaggia (1964), autocoureur
- Giuseppe Cipriani (1965), autocoureur
- Lucio Cecchinello (1969), motorcoureur
- Massimo Scarpa (1970), golfprofessional
- Spiller (1975), dj
- Tommaso Rocchi (1977), voetballer
- Mirko Nenzi (1989), langebaanschaatser
- Niccolo Quintarelli (1989), golfprofessional
- Francesca Bettrone (1991), langebaanschaatsster

## Overleden in Venetië
- Salinguerra II Torèlli (1160-1244), podestà van Ferrara
- Francesco III van Carrara (1377-1406), condottiero uit Padua, gewurgd op bevel van de Raad van Tien
- Cassandra Fedele (1465-1558), humanistisch geleerde
- Titiaan (1487-1576), kunstschilder
- Nicolaas de Stoop (begin 16e eeuw - 1568), drukker, Latijns dichter, afkomstig uit Aalst
- Francesco Barozzi (1537–1604), wiskundige
- Irene di Spilimbergo (1538-1559), kunstschilderes
- Alessandro Varotari (1588–1649), kunstschilder
- Sertorio Orsato (1617-1678), hoogleraar, senator en ridder
- Ireneo della Croce (1625-1713), karmeliet en kroniekschrijver
- Domenico Rossi (1657-1737), stadsarchitect
- Francesco Boaretti (1748-1799), filosoof en schrijver-dichter
- Luigi Zandomeneghi (1779-1850), docent-beeldhouwer
- Karl Ludwig von Littrow (1811-1877), Oostenrijks hoogleraar astronomie
- Napoleone Zanetti (1837-1893), vrijheidsstrijder
- Ezra Pound (1885-1972), Amerikaans dichter